# Žabeňský dub
Žabeňský dub je památný solitérní dub letní (Quercus robur L.) rostoucí u silnice na levém břehu řeky Olešná (přítok řeky Ostravice) v nadmořské výšce 264 m ve vesnici Žabeň v okrese Frýdek-Mísek. Geograficky se také nachází v nížině Ostravská pánev v Moravskoslezském kraji v regionu Morava.

## Historie a popis stromu
Podle údajů z roku 1991:
| Výška stromu:                                 | 21,0 m           |
| Obvod kmene ve výčetní výšce:                 | 3,5 m            |
| Ochranné pásmo:                               | dle zákona       |
| Datum zařazení do databáze významných stromů: | 1. červenec 1991 |

## Další informace
Žabeňský dub je celoročně volně přístupný.

## Galerie

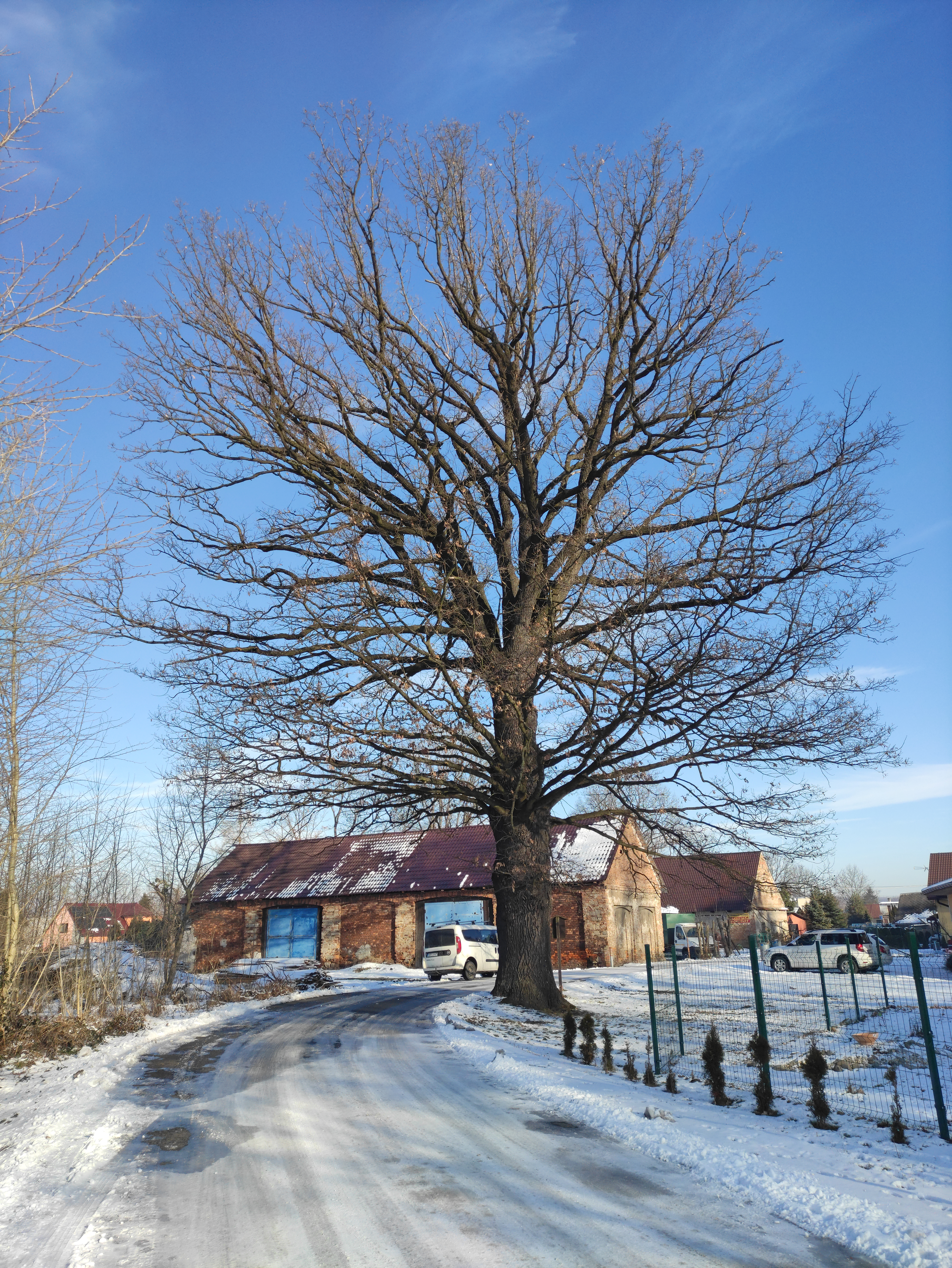
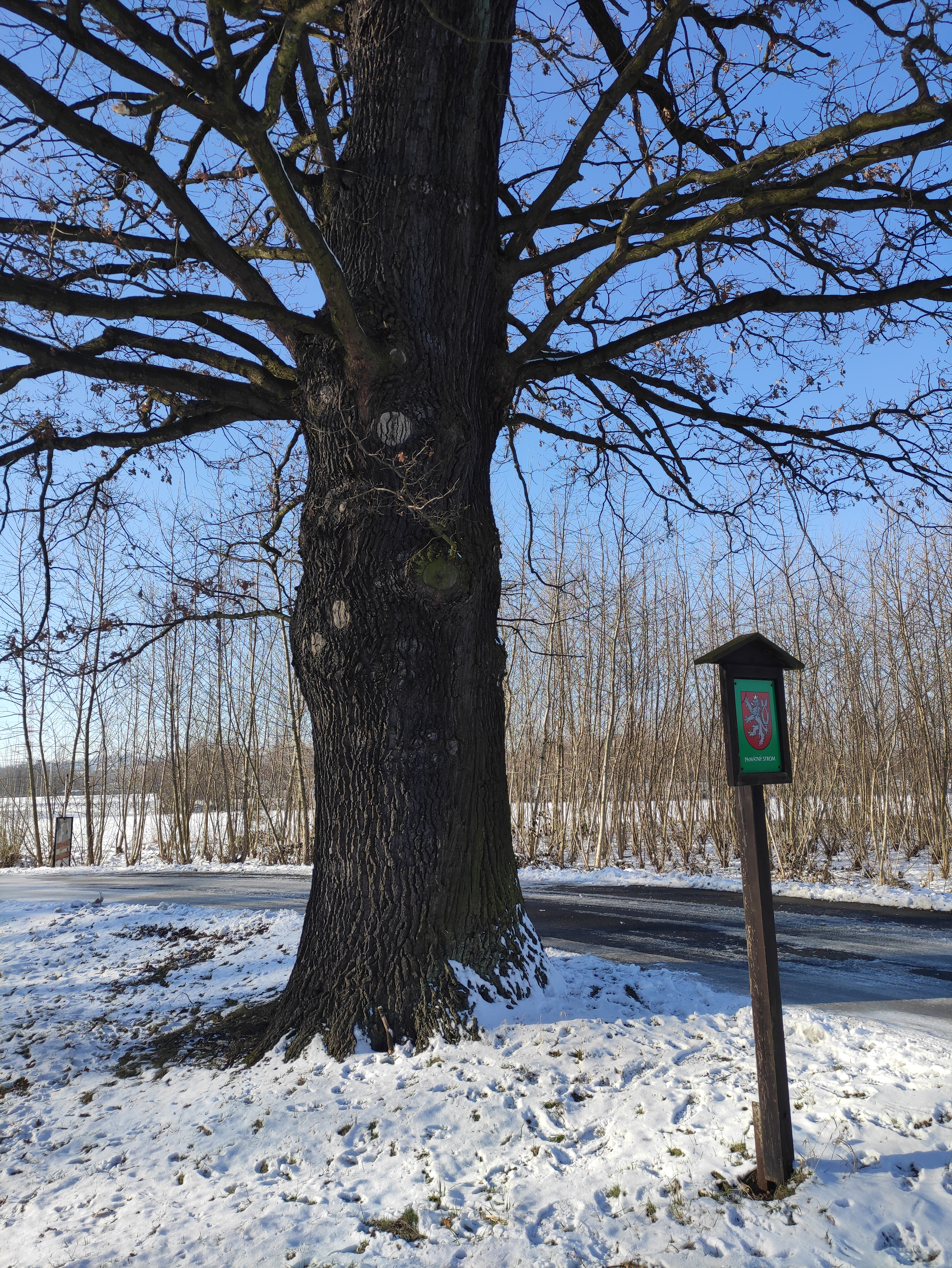